# Roots Hall
Roots Hall – stadion piłkarski, położony w mieście Southend-on-Sea, Wielka Brytania. Oddany został do użytku w 1955 roku. Na obiekcie swoje mecze rozgrywa zespół Southend United, jego pojemność wynosi 12 392 miejsc. 